# Agathodaimon
Az Agathodaimon német szimfonikus black metal/gothic metal együttes. Az agathodaimon vagy agathodaemon egy lény a görög mitológiában, aki egészséget, szerencsét és bölcsességet hoz.

## Története
A zenekar 1995 szeptemberében alakult Mainzban, amikor Sathonys gitáros és Matthias dobos összeálltak és egy melodikus death metal együttest alapítottak. Hirdetéseket is feladtak további zenészek kutatásának érdekében. A hirdetések hatására csatlakozott hozzájuk Marko Thomas basszusgitáros és Vlad Dracul billentyűs-énekes. A másodgitáros, Hyperion, 1995 végén csatlakozott a zenekarhoz. Ez a felállás rögzítette a "Carpe Noctem" demót, amely felkeltette a Century Media Records figyelmét. A zenekar ezt követően egy második demót is rögzített 1997-ben, amely a "Near Dark" címet kapta. Ez a demő is felkeltette a lemezkiadók figyelmét, és az Agathodaimon leszerződött a Nuclear Blasthez. Első nagylemezüket 1999-ben adták ki, "Blacken the Angel" címmel. Ezt követően Vlad Dracul elhagyta az együttest. Miután visszatért Romániába, nem mehetett vissza Németországba. Az ok az volt, hogy Ceausescu uralma alatt hagyta el az országot. Így új tagok kerültek a zenekarba, Akaias énekes és Marcel "Vampallens" billentyűs személyében. Ezt követően már olyan nevekkel turnéztak, mint a Children of Bodom vagy a Hypocrisy. A Dimmu Borgir és a Lacrimosa zenekarok előtt is szerepeltek. 1999-ben Vampallens elhagyta az Agathodaimon-t. Helyére Christine S. billentyűs került. A második albumuk rögzítése érdekében a csapat elutazott Romániába, hogy tudjanak Vladdal játszani. A lemezen közreműködött Akaias énekes és Dan Byron is, aki a "tiszta" éneket biztosította. Koncerteztek ekkor az olasz Gravewormmel és a svéd Siebenbürgennel is. 2001-ben megjelent harmadik albumuk, ekkor Vlad, Marko és Christine kiléptek az Agathodaimon-ból. Marko egészségügyi problémákra hivatkozva szállt ki, míg Christine új együttest alapított, Demonic Symphony néven. Helyükre Darin Smith és Felix Ü. Walzer kerültek. 2004-ben újabb albumot adtak ki. 2006-ban új basszusgitáros csatlakozott az együtteshez, Till személyében. Akaias 2007 januárjában elhagyta az Agathodaimont. 2008-ban Matthias is kilépett a zenekarból. Helyére Manuel Steitz dobos került. Ugyanezen év októberében a csapat bejelentette, hogy megtalálták új énekesüket, Ashtrael képében. 2009-ben megjelent az ötödik nagylemezük. A 2013-as "In Darkness" volt az Agathodaimon utolsó nagylemeze. 2014-ben az együttes hivatalos Facebook oldalán bejelentette, hogy feloszlik. Sathonys gitáros a családjával való foglalkozás miatti időhiányt tette meg a feloszlás okának. 2020 februárja óta a zenekar újból aktív.

## Tagok
- Martin "Sathonys" Wickler - gitár, "tiszta" ének (1995-2014, 2020-)
- Max Jansch - basszusgitár (2020-)
- Ernst Ungenuss - dob (2020-)
- Chris "Ashtrael" Bonner - ének (2008-2014, 2020-)
- Nakhateth - gitár (2020)

## Korábbi tagok
- Marko Thomas - basszusgitár (1995-2002)
- Matthias "Matze" Rodig - dob (1995-2008)
- Carl "Hyperion" Lang - gitár (1995-2002)
- Rusu "Vlad Dracul" Andrei - billentyűk (1995-1999), ének (1995-2002)
- Frank "Akaias" Nordmann - gitár (1998), ének (1998-2007)
- Christine Schulte - billentyűk (1998-2002)
- Felix Ü. Walzer - billentyűk (2002-2010)
- Darin "Eddie" Smith - basszusgitár (2003-2006)
- Jan Jansohn - gitár (2007-2010)

## Diszkográfia
- Blacken the Angel (1998)
- Higher Art of Rebellion (1999)
- Chapter III (2001)
- Serpent's Embrace (2004)
- Phoenix (2009)
- In Darkness (2013)

## Egyéb kiadványok
- Carpe Noctem (demó, 1996)
- Near Dark (demó, 1997)
- Tomb Sculptures (válogatáslemez, 1997)
- Bislang (EP, 2009)